# 郑州银行

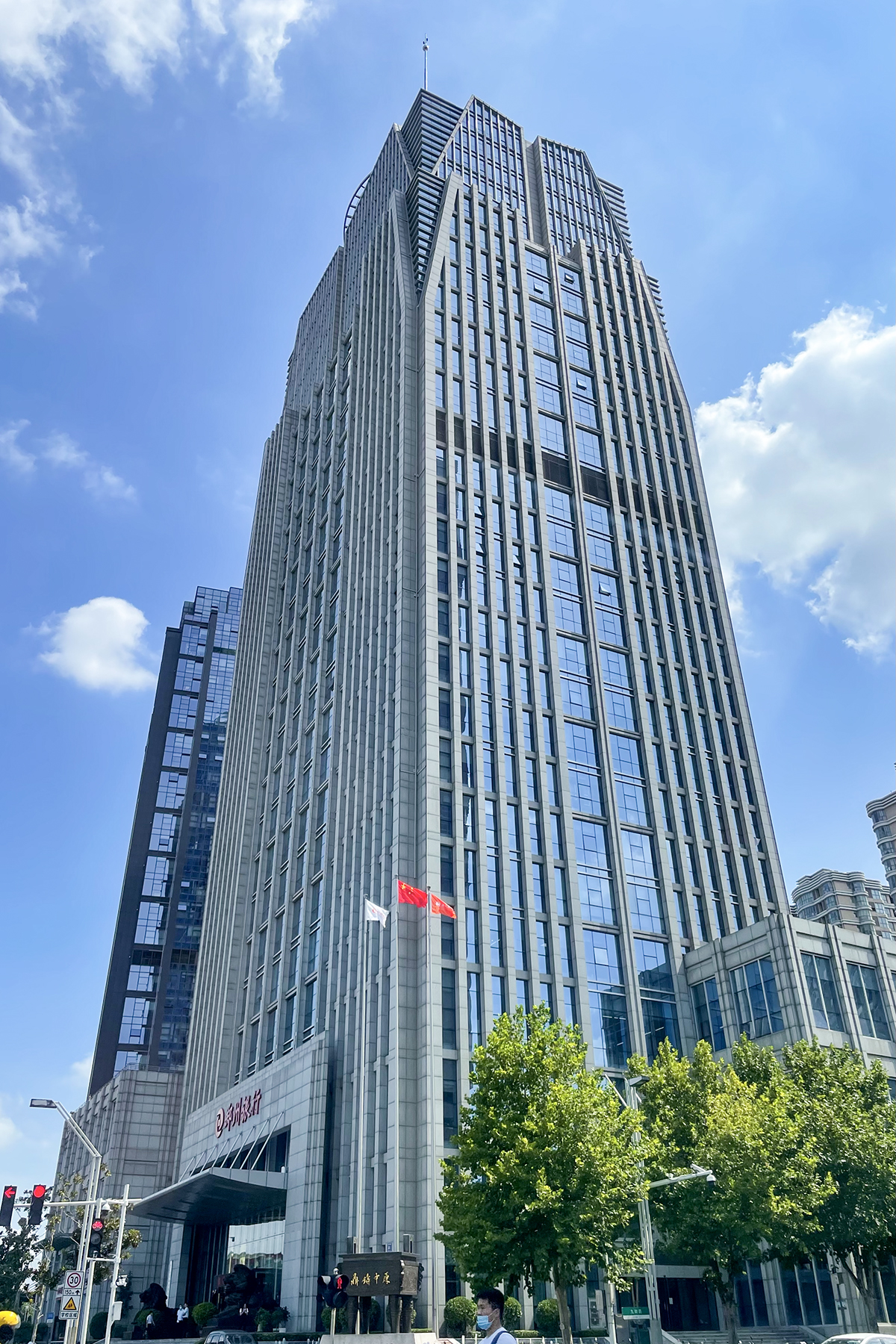
总行大楼

郑州银行（英語：Bank of Zhengzhou；港交所：6196；深交所：002936）是一间位于中国河南省郑州市，由省市政府控股，旨在促进地方经济发展的一家城市商业银行。

## 简介
郑州银行的前身为成立于2000年2月的郑州市商业银行。2009年12月17日，经中国银监会批准更名为“郑州银行”。2015年12月23日在香港联交所主板挂牌上市，发行13.21亿H股股票，每股3.85港元，集資50.82億港元。2018年9月19日，郑州银行在深圳证券交易所成功登陆A股市场，这也标志着郑州银行成为河南首家A股上市银行、中国首家“A+H”股上市城商行。2019年7月17日晚，郑州银行公布定增案，本次非公开发行股票数量不超过10亿股，募集资金规模不超过60亿元，扣除相关发行费用后将全部用于补充该行的核心一级资本。
目前银行总股本达53.22亿元，员工3773人。有132家分支行，其中郑州市区支行60家， 7家二级支行，6家县域支行，其中省内分行10家（安阳分行、洛阳分行、漯河分行、南阳分行、平顶山分行、濮阳分行、商丘分行、新乡分行、信阳分行、许昌分行），发起成立了河南九鼎金融租赁股份有限公司持股51%，并设立了新郑郑银村镇银行、中牟郑银村镇银行、新密郑银村镇银行、扶沟郑银村镇银行、新郑金谷村镇银行、鄢陵郑银村镇银行六家村镇银行。

## 荣誉
先后荣获以下荣誉：
- 中国最具发展潜力的中小银行
- 中国最具社会责任中小银行
- 中国最佳物流银行
- 中国银行业文明规范服务示范单位
- 全国模范职工之家
- 全省改革开放30年卓越贡献国有企业
- 全省诚信纳税100强企业
- 中原地区最佳小企业贷款银行
- 全省最受市民尊敬的金融服务机构
- “铁马-最具社会责任中小银行”奖（2021（第十届）中小银行发展高峰论坛暨第四届“铁马中小银行”颁奖典礼）[6]